# Protetorado Espanhol em Marrocos
O Marrocos Espanhol, oficialmente Protectorado Espanhol em Marrocos (em árabe: حماية إسبانيا في المغرب, ḥimāyat Isbāniyā fi-l-Magrib), também conhecido entre os marroquinos como Ocupação Espanhola de Marrocos (الاحتلال الإسباني للمغرب, al-iḥtilāl al-isbānī li-l-Magrib), foi um protetorado de Espanha em África, de acordo com os tratados firmados com França, a 27 de dezembro de 1912.
O protetorado era constituído por dois territórios geográficos distintos; um no norte do atual território Marroquino e outro a sul entre o rio Drá e a fronteira do Saara Ocidental.

## A zona norte do protetorado
A parte norte do protetorado compreendia as regiões históricas do Rife e da Jebala. Oito meses antes do acordo, a França havia estabelecido o seu próprio protetorado sobre a maior parte do actual território de Marrocos. A criação de uma administração colonial do protetorado sobre os territórios do Rio Rif, no entanto, só viria a ocorrer em 1927, quando a área já tinha sido pacificada. O protetorado, na parte norte durou até 1956.

### Limites e organização administrativa
A zona norte foi dividido pelos Espanhóis em cinco regiões: Yebala, Lucus, Gomara, Rif e Kert. Atualmente o território corresponde as províncias ou prefeituras de Tetuão, Larache, Xexuão, Alucemas, M'Diq-Fnideq, Fahs-Anjra, Driouch e Nador. As cidades mais importantes eram as cidades de Arzila, Xexuão, Tetuão, Villa Sanjurjo, Nador e Larache.

## A zona sul do protetorado
A zona sul do protetorado espanhol de Marrocos, oficialmente Protetorado do Sul de Marrocos, foi um território espanhol de 1912 a 1958, com capital na atual cidade de Tarfaya e localizada na costa atlântica da África, ao largo das Ilhas Canárias. O território também foi conhecido como Cabo Juby ou Faixa de Tarfaya. Em 1912 foi acordado com a França que este território se tornaria parte do protetorado espanhol de Marrocos, embora administrado a partir da colônia do Río de Oro com a qual fazia fronteira. Também ficou determinado que apesar de não fazer parte do território Marroquino daquela altura, passaria a fazer parte integrante do reino no caso do fim do protetorado. 

### Limites e organização administrativa
Estava situada entre o paralelo 27°40′ e o río Drá. A norte limitava com o protetorado Francês de Marrocos (1912-1956), a oeste com o oceano atlântico, a sul com o Saara espanhol e a leste a Argélia Francesa. A única cidade importante da região era a cidade de Villa Bens. Atualmente o território corresponde as províncias Tarfaya (parte norte), Tan-Tan e Assa-Zag (parte norte).
Nota: a parte sul das províncias de Tarfaya e de Assa-Zag fazem parte do Saara Ocidental, um território onde a legitimidade da administração marroquina não é reconhecida por muitos países nem pela Organização das Nações Unidas.

## ver também
- Partilha de África
- Colonialismo
- África Ocidental Espanhola
- Cabo Juby